# 모듈 파일
모듈 파일(module file), MOD 음악, 트래커 음악(tracker music)은 1980년대 후반에 사용된 아미가 시스템의 MOD 파일 형식에서 유래한 음악 파일 형식 계열이다. 이러한 파일을 생성하고(뮤직 트래커라는 소프트웨어를 사용하여) 이를 듣는 사람들은 데모씬 하위 문화의 일부인 전 세계 MOD 장면을 형성한다.
"MOD 음악" 또는 "트래커 음악"(트래커로 생성된 모듈 파일에 저장된 음악)의 대량 교환은 초기 FIDO 네트워크에서 발전했다. 많은 웹사이트는 이러한 파일을 대량으로 호스팅하며, 가장 포괄적인 파일은 모드 아카이브(Mod Archive)이다.
현재 압축 형식을 포함한 대부분의 모듈 파일은 VLC, Foobar2000, Exaile 및 기타 여러 미디어 플레이어와 같은 가장 널리 사용되는 미디어 플레이어에서 지원된다(주로 gstreamer용 libmodplug와 같은 일반 재생 라이브러리가 포함되어 있기 때문임).

## 구조
모듈 파일은 스프레드시트와 유사한 형식으로 디지털로 녹음된 샘플과 음악 데이터의 여러 "패턴" 또는 "페이지"를 저장한다. 이러한 패턴에는 음표 번호, 악기 번호 및 컨트롤러 메시지가 포함되어 있다. 동시에 연주할 수 있는 음표 수는 패턴당 "트랙" 수에 따라 달라진다. 그리고 노래는 이러한 패턴이 노래에서 어떤 순서로 연주되는지 알려주는 패턴 목록으로 구성된다.
모듈 파일의 단점은 모듈을 올바르게 재생하는 방법에 대한 실제 표준 사양이 없다는 점이다. 이로 인해 모듈의 소리가 플레이어에 따라 다르게 들릴 수 있으며 때로는 상당히 그럴 수도 있다. 이는 주로 모듈 파일의 샘플에 적용할 수 있는 효과와 다양한 플레이어의 작성자가 해당 효과를 구현하기로 선택한 방식 때문이다. 그러나 트래커 음악은 재생에 CPU 오버헤드가 거의 필요하지 않으며 실시간으로 실행된다는 장점이 있다.

## 같이 보기
- 데모씬